# Kin (Okinawa)
Kin (jap. 金武町 Kin-chō) – miasto w Japonii, w prefekturze Okinawa, na wyspie Okinawa. Według danych na rok 2020 miejscowość zamieszkiwało 10 806 mieszkańców , a gęstość zaludnienia wyniosła 289,2 os./km².